# 5516 Jawilliamson
5516 Jawilliamson è un asteroide della fascia principale. Scoperto nel 1989, presenta un'orbita caratterizzata da un semiasse maggiore pari a 2,5825762 UA e da un'eccentricità di 0,1710070, inclinata di 13,00268° rispetto all'eclittica.